# Túnel de viento vertical

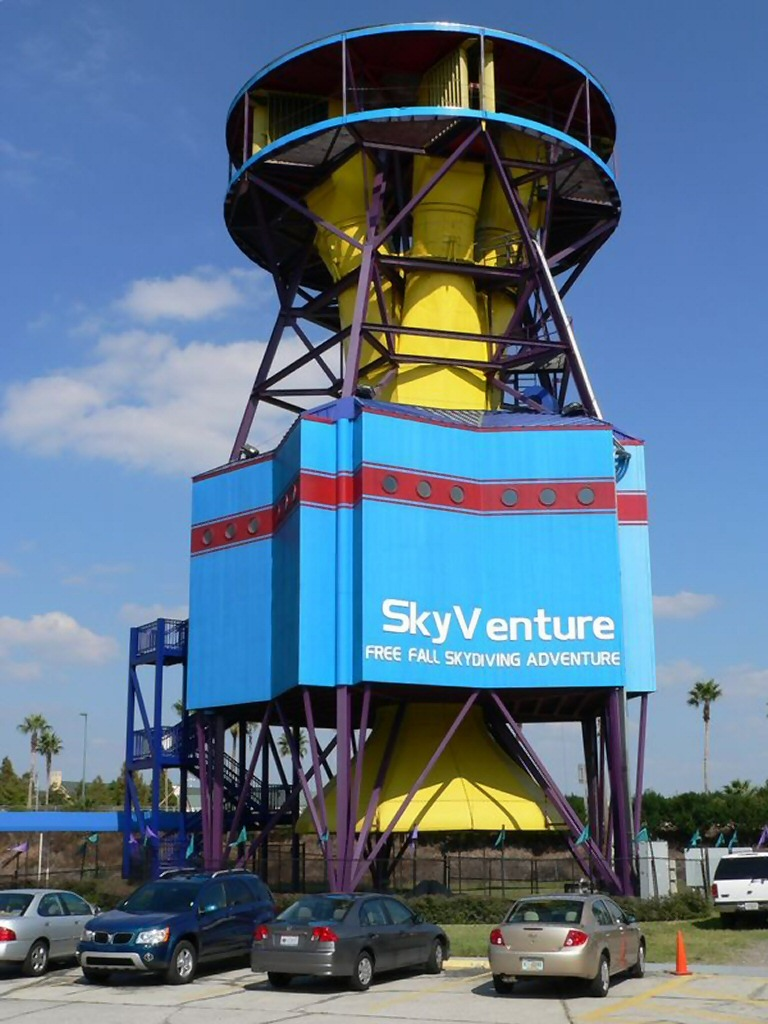
Túnel de viento vertical

Un túnel de viento vertical es simplemente un túnel de viento que mueve aire en una columna vertical adentro de un tubo cristalino. La gran mayoría de este tipo de túnel de viento sirve como simuladores de paracaidismo y son conocidos por diferentes nombres, túnel de aire, indoor skydiving, bodyflying o simplemente túnel de viento. El túnel mueve aire verticalmente a aproximadamente 195 km/h, lo cual es la velocidad terminal de un humano en caída libre (salto en paracaidismo) en posición horizontal (de barriga).

## Historia
La primera persona que voló en un túnel de viento fue Jack Tiffany en 1964.

## España
El primer túnel de viento (o Simulador de caída libre) en España se construyó en la Base Aérea de Alcantarilla (Escuela Militar de Paracaidismo "Méndez Parada") de Alcantarilla (Región de Murcia). Actualmente, es el más potente del mundo, ya que cuenta con cuatro motores de succión con una potencia superior a 1000 CV. La cámara de vuelo es de 4,26 m de diámetro y se pueden alcanzar velocidades de hasta 250 km/h, por lo que se pueden experimentar sensaciones y perfeccionar la técnica de vuelo dentro de una columna de aire de 9 metros de altura. Además, pueden practicar a la vez hasta ocho personas.
Este simulador permite al paracaidista experto practicar aquellas figuras que realizará posteriormente en solitario o en grupo; y a quienes se inician en este deporte les ayuda a practicar en un entorno controlado y con la ayuda de un instructor.
Como sistema de entrenamiento de caída libre resulta más práctico y económico que practicar paracaidismo desde un avión y el período de entrenamiento es mucho más corto. El túnel cuenta además con medidas de seguridad pasivas, como un sistema de redes elásticas y metálicas en la parte inferior para que el usuario no choque contra el suelo, un detector de presencia para evitar que choque contra el techo y un sistema para evitar una parada repentina en caso de fallo en el suministro eléctrico.
Actualmente existen otros túneles de viento recreativos y profesionales disponibles para todos los públicos, ya sea para entrenar la técnica (paracaidistas) o para disfrutar de la sensación de volar (amateur).